# Joseph Samachson
Œuvres principales
- Série Captain Future

Joseph Samachson, né le 3 octobre 1906 à Trenton (New Jersey) et mort le 2 juin 1980 à Chicago (Illinois), est un biochimiste américain, et auteur d'ouvrages de science-fiction.
Il est notamment le co-créateur du super-héros J'onn J'onzz.

## Œuvres

### SérieCaptain Future
1. (en) Worlds to Come, 1943
2. (en) Days of Creation, 1944Réédité sous le titre Tenth Planet

### Romans indépendants
- (en) Two Worlds to Save, 1942
- (en) The Gears of Time, 1953
- (en) Mel Oliver and Space Rover on Mars, 1954